# Фейн, Вер, 14-й граф Уэстморленд
Лейтенант-коммандер Вер Энтони Фрэнсис Фейн, 14-й граф Уэстморленд (англ. Vere Anthony Francis Fane, 14th Earl of Westmorland; 25 марта 1893 — 12 мая 1948) — британский пэр. Он носил титул учтивости — лорд Бергерш с 1863 по 1922 год.

## Биография
Родился 25 марта 1893 года . Старший сын Энтони Фейна, 13-го графа Уэстморленда (1859—1922), и леди Сибил Мэри Сент-Клер-Эрскина (1871—1910), дочери Роберта Сент-Клер-Эрскина, 4-го графа Росслина.
Он служил в Королевском флоте во время Первой мировой войны и присутствовал в Ютландском сражении на борту Lion , флагманского корабля лорда Битти. Известный как «спортивный пэр», он унаследовал титул графа от своего отца в 1922 году, когда начал свою деятельность в сфере скачек. Будучи всегда страстным наездником на гончих, теперь он участвовал в скачках как любитель как на ровной местности, так и по правилам Национальной охоты. Он также владел и тренировал скаковых лошадей, проведя особенно успешный сезон в 1923 году, когда он подготовил 23 победителя. В 1924 году Королевский канцлер выиграл для него Scottish Grand National.
Посетив США для изучения методов ведения бизнеса, он начал карьеру в бизнесе в 1929 году и был избран в советы директоров двух энергетических компаний. Он ушел из тренировок в 1931 году, но продолжил заниматься спортом, включая охоту, бокс, стрельбу, а в последние годы — гольф; он также был членом совета директоров футбольного клуба «Арсенал».

## Семья
7 июня 1923 года лорд Уэстморленд женился на достопочтенной Диане Листер (7 мая 1893 — 3 декабря 1983) , дочери Томаса Листера, 4-го барона Рибблсдейла, и вдове Перси Лиулфа Уиндема (сына Джорджа Уиндема и сводного брата Хью Гровенора, 2-го герцога Вестминстерского) и Артура Кэйпела. У супругов было трое детей:
- Дэвид Энтони Томас Фейн, 15-й граф Уэстморленд (31 марта 1924 — 8 сентября 1993)[3] , старший сын и преемник отца.
- Достопочтенный Джулиан Чарльз Фейн (25 мая 1927 — 13 декабря 2009), писатель[3] .
- Леди Роуз Фейн (4 января 1931—1984)[3] , 1-й муж с 1950 года капитан Джон Макдональд-Бьюкенен (развод в 1969 году), от брака с которым у неё было трое детей; 2-й муж с 1972 года Джон Бардси.

Лорд Уэстморленд умер в своем доме недалеко от Бадминтона, Глостершир, 12 мая 1948 года в возрасте 55 лет после болезни, длившейся около трех месяцев. В некрологе он был описан как человек «красивой внешности и впечатляющих манер» . Графиня Уэстморленд умерла в декабре 1983 года в возрасте 90 лет.